# Myrmecaelurus saudiarabicus
Myrmecaelurus saudiarabicus là một loài côn trùng trong họ Myrmeleontidae thuộc bộ Neuroptera. Loài này được Hölzel miêu tả năm 1982.